# Reiner Reitsamer
Reiner Reitsamer (* 24. Juli 1983 in Wien) ist ein österreichischer Journalist und Moderator. Seit 2016 moderiert er Talks und Nachrichtenformate für ORF III, für den er als stellvertretender Chefredakteur tätig ist.

## Leben
Nach einem Studium der Rechtswissenschaften an der Universität Wien schloss Reiner Reitsamer den Masterstudiengang Medienmanagement an der Fachhochschule St. Pölten ab. Anschließend absolvierte er eine Journalistenausbildung an der Axel Springer Akademie in Berlin. Er war Redakteur bei WeltN24, im Video-Team der Bild in Berlin und arbeitete für den deutschen Fernsehsender ZDF in New York. Seit 2009 publiziert er regelmäßig als Musikjournalist, so etwa für das Popkulturmagazin Musikexpress.
Ab 2012 ist Reiner Reitsamer für den ORF tätig, zunächst als Kultur-Redakteur, ab 2016 in der Information für ORF III, wo er nach dem Abgang von Ingrid Thurnher 2021 interimistisch als Chefredakteur eingesetzt wurde. 2024 wurde er zum stellvertretenden Chefredakteur neben Lou Lorenz-Dittlbacher ernannt.
Reitsamer präsentiert, im Wechsel mit anderen Mitgliedern des Moderationsteams, die Nachrichten von ORF III, wie Aktuell, Österreich Heute und Aktuell am Abend.
Seit 2017 gestaltet und moderiert er das Format Themenmontag, der Talk. Zudem war er für Politik Live sendungsverantwortlich, wobei jeden Donnerstagabend die aktuellsten innenpolitischen Themen diskutiert wurden. Weiters übertrug ORF III im Rahmen der Programmleiste alle wesentlichen Debatten des Nationalrats und Bundesrats live. Seit 2023 moderiert er, im Wechsel mit Wolfgang Geier, die Diskussionsrunde Zur Sache. Zudem moderierte er die TV-Duelle der Spitzenkandidaten zur Europawahl und bei den Sommer(nach)gesprächen in ORF III.

## Dokumentationen
Für ORF III gestaltete Reitsamer mehrere Dokumentationen. 2021 wurde er für die Dokumentation Der ‚ganz normale‘ Rassismus, gemeinsam mit Marlene Kaufmann, mit dem Prälat-Leopold-Ungar-Anerkennungspreis ausgezeichnet. Für die Dokumentation war er zudem für den Fernsehpreis der Erwachsenenbildung nominiert, genauso wie 2023 gemeinsam mit Anna Stahleder für die Dokumentation 5 Jahre #MeToo – und jetzt?. Politische Dokumentation gestaltete er u. a. über Sebastian Kurz (Der türkise Weg zur Macht) und die SPÖ in Österreich (SPÖ – Eine Partei sucht sich selbst).

## Auszeichnungen
- 2012 – Young Lions Awards: Young Marketers[19]
- 2021 – Prälat-Leopold-Ungar-JournalistInnenpreis[20]

## Nominierungen
- 2015 – Rocco Clein Preis[21]
- 2021 – Fernsehpreis der Erwachsenenbildung[22]
- 2021 – Dr. Karl Renner Publizistik-Preis[23]
- 2023 – Fernsehpreis der Erwachsenenbildung[24]